# André Favory
André Favory (* 29. März 1888 in Paris; † 5. Februar 1937 ebenda) war ein französischer Maler und Illustrator.

## Leben und Werk
André Favory studierte kurze Zeit an der Académie Julian bei Marcel Baschet und Henri Royer, wo er die Bekanntschaft mit Jean Metzinger, André Lhote und Marie Laurencin machte. In dieser Zeit beeinflussten der Kubismus und Albert Gleizes seine früheren Arbeiten. Im Ersten Weltkrieg diente Favory an der Front und kehrte später nach Paris zurück. Im Jahr 1920 reiste André Favory nach Brüssel und wurde durch Gemälde von Rubens zu neuen Formgestaltungen inspiriert, die er mit der Landschaftstradition von Paul Cézanne verband. In den späteren Jahren stellte er regelmäßig im Salon des Tuileries (1923–1924), im Salon des Indépendants (1921–1927) und im Salon d’Automne (1921–1923) aus. Der Kunstkritiker Louis Vauxcelles bezeichnete ihn als äußerst wichtigen Künstler und einen Meister seiner Zeit. 1932 wurde er Ritter der Ehrenlegion. Im Jahr 1932 musste André Favory wegen einer lähmenden Krankheit die Malerei aufgegeben und starb fünf Jahre später.

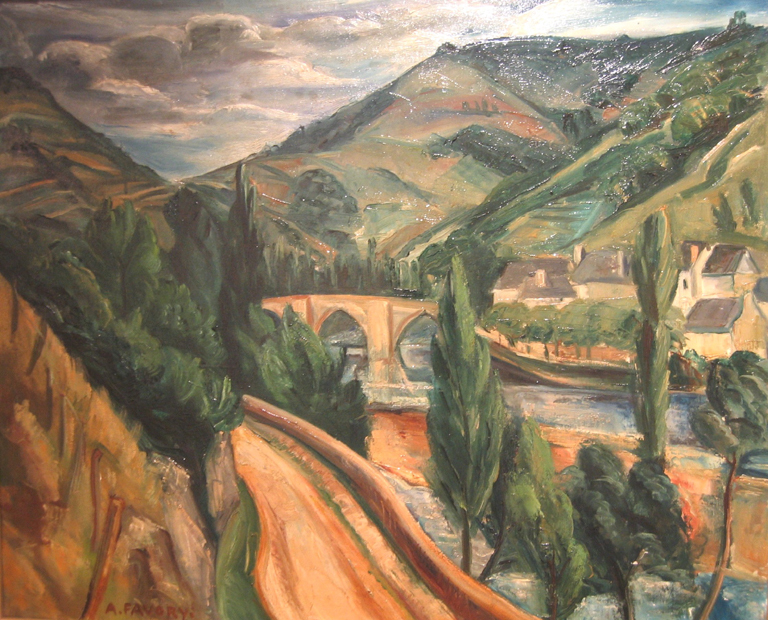
L’Aqueduc, um 1915
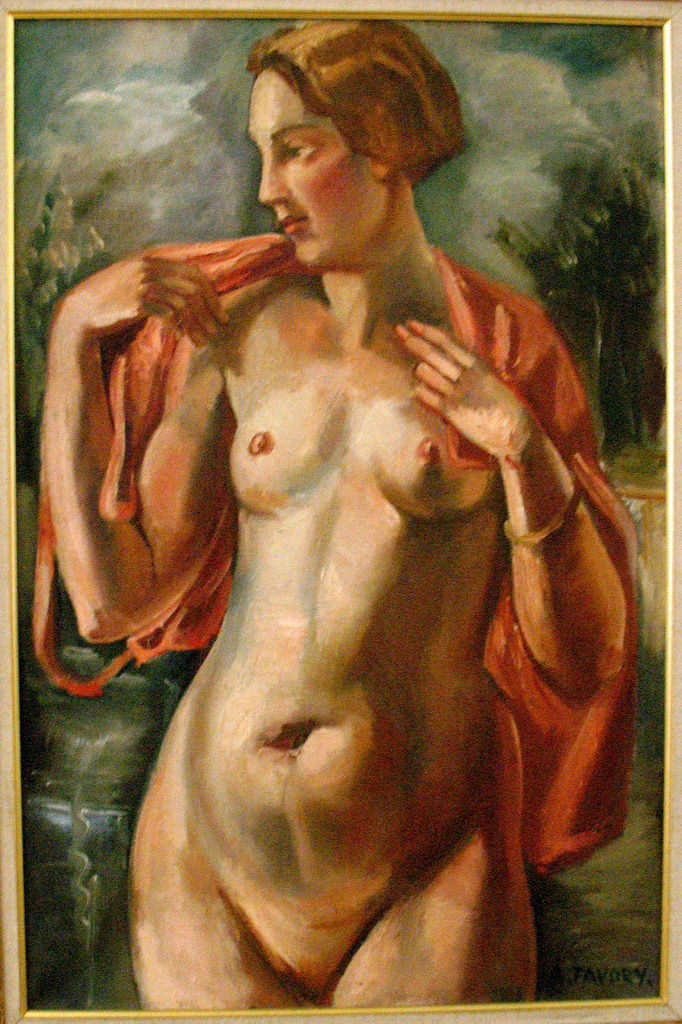
Nu, um 1920
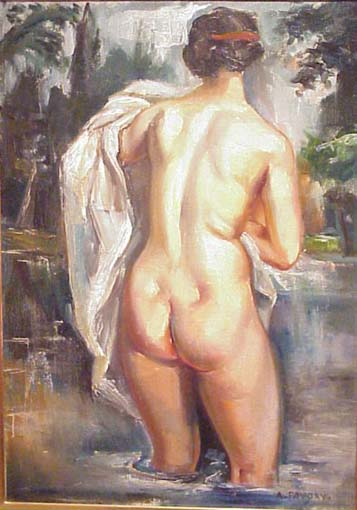
Nu au bain, um 1923
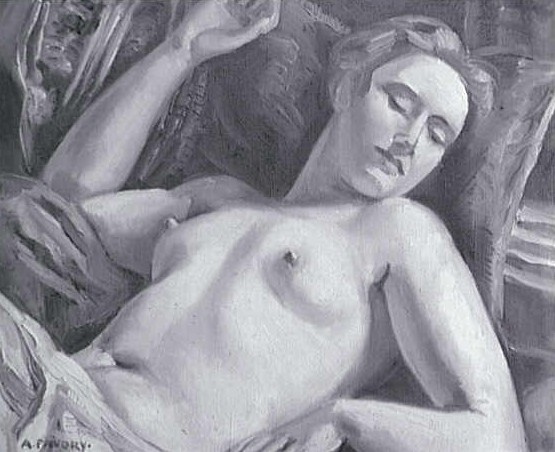
Le Repos du modèle, 1924
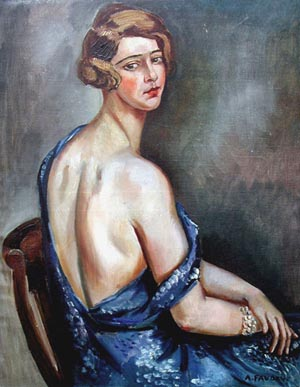
Portrait d’une élégante, 1925
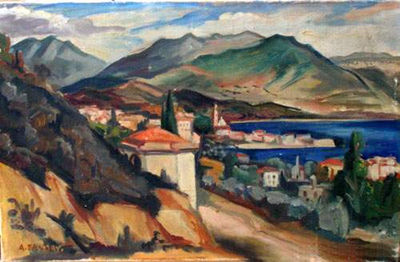
Paysage méditerranéen, um 1925
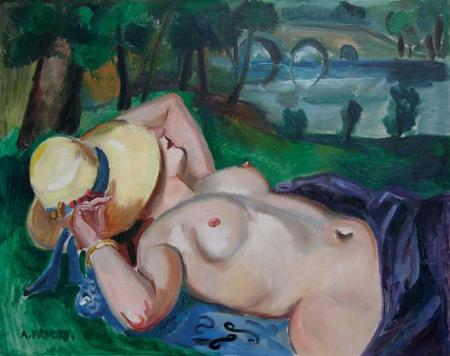
Au bord du Lac, um 1930

## Illustrierte Bücher
- Gustave Flaubert: L'éducation sentimentale, Editions du Centenaire (1924); Illustration von André Favory